# 千里達及托巴哥國旗
千里達及托巴哥國旗自1962年獨立以來開始採用。紅底，一條鑲白邊的黑帶從左上角劃到右下角。紅色代表人民的熱忱和陽光，白色代表海洋和平等，黑色代表韌性和團結的使命感。

## 海上旗幟
民船旗圖案與國旗一樣，比例為1:2。海軍船旗為左上角有國旗的白船旗。

## 其他旗幟

總統旗
總理旗
伊麗莎白二世皇室旗幟 (1966–1976)